# مارتن أنتوني
مارتن أنتوني (بالإنجليزية: Martin Cash)‏ هو كاتب سير ذاتية أيرلندي وأسترالي، ولد في 10 أكتوبر 1808 في إنيسكورثي ‏ في جمهورية أيرلندا، وتوفي في 27 أغسطس 1877 في Glenorchy, Tasmania ‏ في أستراليا.